# Bursadella hemichryseis
Bursadella hemichryseis är en fjärilsart som beskrevs av George Francis Hampson 1895. Bursadella hemichryseis ingår i släktet Bursadella och familjen Immidae. Inga underarter finns listade i Catalogue of Life.